# Otto al Greciei
Otto Friedrich Ludwig von Wittelsbach, cunoscut ca Otto al Greciei (în greacă Ὄθων, Βασιλεὺς τῆς Ἑλλάδος), (n. 1 iunie 1815, Salzburg, Regatul Bavariei – d. 26 iulie 1867, Bamberg, Franconia Superioară, Regatul Bavariei) a fost primul rege al Greciei moderne. A domnit între 1832-1862.

## Tinerețea și domnia
S-a născut în Palatul Mirabell din Salzburg, ca al doilea fiu al regelui Ludovic I al Bavariei și al Theresei de Saxe-Hildburghausen. Prin strămoșul său, Ducele Johann al II-lea, Otto era descendent al dinastiei imperiale grecești.
Când a fost ales rege, Marile Puteri au obținut de la tatăl lui Otto promisiunea de a-l împiedica de la acțiuni ostile împotriva Imperiului Otoman și au insistat asupra titlului de „rege al Greciei” în loc de „rege al grecilor”, care ar fi implicat și milioane de greci aflați încă sub stăpânire turcească.
Tânărul prinț de nici 18 ani a ajuns în Grecia cu 3.500 de trupe bavareze și trei consilieri bavarezi la bordul fregatei britanice Madagascar. Imediat a adoptat costumul național grec și numele său elenizat, „Othon”.
Domnia lui Otto este divizată în 3 perioade: a. anii regenței 1832 - 1835, b. anii monarhiei absolute 1835 - 1843, c. anii monarhiei constituționale 1843 - 1862.